# Mikhail Sorochkin
Mikhail Olegovich Sorochkin (tiếng Nga: Михаил Олегович Сорочкин; sinh ngày 20 tháng 2 năm 1992) là một tiền đạo bóng đá người Nga. Anh thi đấu cho FC Olimpiyets Nizhny Novgorod.

## Sự nghiệp câu lạc bộ
Anh có màn ra mắt tại Giải bóng đá Quốc gia Nga cho FC Angusht Nazran vào ngày 5 tháng 9 năm 2013 trong trận đấu với FC Sibir Novosibirsk.